# Лев Гросман
Лев Гросман (на английски: Lev Grossman) е американски журналист и писател на бестселъри в жанра фентъзи.

## Биография и творчество
Лев Гросман е роден на 26 юни 1969 г. в Лексингтън, Масачузетс, САЩ, в семейството на поетите и преподаватели Ален и Джудит Гросман. Има брат-близнак и сетра. Отраства в Лексингтън. Чете много и иска да стане писател.
Завършва през 2001 г. с отличие и бакалавърска степен английска филология в Харвардския университет, и с магистърска степен Йейлския университет. Работи по докторска програма в Йейл, но напуска преди за завърши.
След дипломирането си се мести в Ню Йорк и работи като журналист, а от 2002 г. като литературен критик във вестник „Тайм“. Интервюирал е личности като Бил Гейтс, Стив Джобс, Салман Рушди, Нийл Геймън и Джони Кеш.
През 2000 г. се жени за Хедър О'Донъл, преподавател в Йейлския университет. Имат дъщеря. Развеждат се. През 2010 г. се жени за Софи Ги, с която имат двама сина.
Първият му роман „Warp“ (База) е публикуван през 1997 г. и е екзенстициална история за младеж, който е загубил представа за реалността от увлечеността си по „Стар Трек“. Романът получава отрицателни критики.
Вторият му роман „Codex“ е публикуван през 2004 г. Той представя мистериозната фантастичната история на млад инвестиционен банкер, който открива безценен средновековен кодекс, завладяваща компютърна игра и се бори с неизвестен враг, който прави невъзможно откриването на тайните на книгата. Романът става международен бестселър и го прави известен.
През 2009 г. е издаден първият му фентъзи роман „Колеж за магьосници“ от поредицата „Магьосниците“. Младият Куентин Колдуотър е отличен ученик и обсебен от поредица фентъзи книги за страната Филория. Изведнъж попада в укрито с магия място в Ню Йорк – колежът по магия „Брейкбилс“. Макар и гений в реалността, ученето в колежа е много трудно – мъчителни упражнения, заклинания на старохоландски и келтски, различни предизвикателства. Когато обаче открива, че Филория съществува, животът му придобива други цели и смисъл. Книгата става бестселър и е номинирана за различни награди. Удостоена е с наградата „Джон Кемпбъл“ за нова фантастика. През 2015 – 2016 г. романът е екранизиран в едноименния телевизионен сериал с участието на Джейсън Ралф, Стела Мейв и Оливия Тейлър Дъдли.
Произведенията на писателя са издадени в над 25 страни по света.
Лев Гросман живее със семейството си в Бруклин, Ню Йорк.

## Произведения

### Самостоятелни романи
- Warp (1997)
- Codex (2004)
- The Silver Arrow, Little, Brown, 2020. ISBN 978-0-316-54170-1
- The Golden Swift, Little, Brown Books for Young Readers, 2022. ISBN 9780316283861
- The Bright Sword, Penguin Random House, 2024 ISBN 9780735224049

### Серия „Магьосниците“ (Magicians)
1. The Magicians (2009) награда „Джон Кемпбъл“
Колеж за магьосници, изд.: ИК „СофтПрес“, София (2010), прев. Весела Прошкова
2. The Magician King (2011)
3. The Magician's Land (2014)

### Разкази
- Endgame (2010)

### Екранизации
- 2015 – 2016 The Magicians – ТВ сериал, по „Колеж за магьосници“, участва и като артист в 1 епизод